# Horaglanis
Horaglanis is een geslacht van straalvinnige vissen uit de familie van de kieuwzakmeervallen (Clariidae).

## Soorten
- Horaglanis alikunhii Subhash Babu & Nayar, 2004
- Horaglanis abdulkalami Babu, 2012
- Horaglanis krishnai Menon, 1950